# 南京創新周
南京創新周（英語：Nanjing techweek）是中華人民共和國江蘇省南京市人民政府主辦的活動，旨在推動南京市創新產業的發展，從2019年開始在每年六月的最後一周舉行。